# Nowy Styl
Nowy Styl — польська компанія-виробник офісних меблів. Заснована в 1992 році в місті Кросно в Польщі під назвою Новий Стиль (англ. New Style). На той час вона спеціалізувалася переважно на офісних кріслах. Сьогодні компанія продає товари, пов’язані з дизайном інтер’єру, меблями та кріслами для стадіонів. З часом компанія розробляла нові бренди, і в 2003 році Nowy Styl змінила свою назву на Nowy Styl Group. У 2007 році група мала 930 мільйонів злотих продажів і 70 мільйонів злотих чистого прибутку.
У лютому 2011 року група Nowy Styl придбала німецького виробника сидінь Sato Office. У 2013 році вони придбали Rohde & Grahl GmbH, ще одного німецького виробника офісних меблів.